# ヨコタサイクル
ヨコタサイクル株式会社は、大阪府堺市堺区に本社を置く自転車の製造業であった。2006年12月1日、破産申告。負債は約36億円。

## 概要
- MTBブーム全盛時にはYOSEMITEブランドでMTBを供給していた。
- 2006年12月1日に大阪地方裁判所へ自己破産を申請し、同年同月4日に同地裁より破産手続き開始決定を受けた。
- 負債は約36億円。従業員は即日解雇され、管財人により就職先斡旋をされた模様。
- 今回の破産は自転車単価の下落により粗利が取れなくなったところに中国製自転車の大量輸入販売により、ますます売上減少、取引先からも価格引下げを要求され、日本組み立てを諦め自らも中国からの輸入に頼り、ますます収益悪化したものである。
- 日本の自転車部品メーカーへの影響も懸念される。
- 現在ヨコタサイクルが自転車、用品などを仕入れていたHCでは後継探しで困っている模様。サギサカに断られ、ホダカかという話だが、どこも慎重になっている。
- インテリアメーカーのヨコタとは無関係であった。

## 事業所
- 本社：大阪府堺市堺区戎之町西1丁1番6号
- 福島塙工場：福島県東白川郡塙町大字西河内字水抜沢136
- 伊賀工場：三重県伊賀市白樫字深谷2816-7
- 神奈川センター：神奈川県愛甲郡愛川町角田501-1
- 部品部：大阪府八尾市泉町2丁目58番地
- 佐賀センター：佐賀県佐賀市久保泉町大字上和泉字泉3242番地4